# Vlag van Murcia (autonome gemeenschap)

Vlag van autonome gemeenschap Murcia

De vlag van Murcia toont vier goudkleurige kastelen en zeven koninklijke kronen op een rood (crimson) veld. Het is een banier van het wapen van Murcia. De vlag werd aangenomen op 26 maart 1979 door middel van de aanname van het Statuut van Autonomie van de Regio van Murcia; in artikel 4 van dit statuut staat de vlag beschreven. De vlag werd pas officieel aangenomen op 9 juni 1982.
De vier kastelen in de hoek linksboven staan voor de vier streken van Murcia en de per streek verschillende karaktertrekken van de bevolking: het binnenland (Castiliaans), de kuststreek (Arabisch), het oosten (Valenciaans) en het zuiden (Andalusisch). De kastelen symboliseren ook het feit dat Murcia enige tijd een frontregio was tussen Spanje en het islamitische Koninkrijk Granada.
De zeven kronen, in vier rijen van respectievelijk één, drie, twee en één, staan voor de achtereenvolgende privileges die de Spaanse koningen aan Murcia schonken.
De gebruikte kleur rood is eigenlijk de kleur van de stad Cartagena en is mogelijk een concessie aan mensen uit Cartagena die zich het liefst van Murcia zouden willen afscheiden.
De vlag van de voormalige provincie Murcia was blauw met het provinciewapen in het midden. De blauwe kleur werd door de Provinciale Raad aangenomen in 1927 voor de medailles en sjerpen en op 12 juli 1976 voor de vlag. Blauw is de kleur van de vlag van het Provinciaal Bataljon nr. 10 van Murcia dat vocht tijdens de Onafhankelijkheidsoorlog.

Standaard van het Koninkrijk Murcia onder de kroon van Castille (1258-1833)
Vlag van de provincie Murcia (1976-1982)